# Serwy (województwo podlaskie)
Serwy – wieś w Polsce położona w województwie podlaskim, w powiecie augustowskim, w gminie Płaska.

## Historia
Serwy to dawna wieś królewska ekonomii grodzieńskiej, która w końcu XVIII wieku położona była w powiecie grodzieńskim województwa trockiego Wielkiego Księstwa Litewskiego. 
W 1819 wieś Serwy należała do parafii greko-unickiej działającej przy cerkwi w Augustowie.
W latach 1975−1998 miejscowość administracyjnie należała do województwa suwalskiego.

## Wypoczynek
W Serwach znajduje się ośrodek wypoczynkowy dla dzieci i młodzieży nad jeziorem Serwy. Jest tu wiele możliwości wypoczynku, jak np. żeglarstwo, tenis, piłka nożna i wiele innych. Znajduje się też tu boisko piłkarskie z międzynarodowym certyfikatem FIFA.